# سرکار راج
سرکار راج (به هندی: Sarkar Raj) فیلمی محصول سال ۲۰۰۸ و به کارگردانی رام گوپال وارما است. در این فیلم بازیگرانی همچون آمیتاب باچان، آبیشک باچان، آیشواریا رای، سوپریا پاتاک، تانیشا موکرجی، ویکتور بنرجی ایفای نقش کرده‌اند.